# Ceolnoth
Ceolnoth oder Ceolnoþ († 870) war zwischen 833 und 870 n. Chr. englischer Erzbischof von Canterbury als Nachfolger des Feologild. Obwohl spätere Chronisten angaben, dass er zuvor ein kirchliches Amt in Canterbury innegehabt hatte, gibt es dafür keine zeitgenössischen Belege, und er tauchte erstmals 833 als Erzbischof auf. Als Erzbischof wurde Ceolnoth mit zwei Problemen konfrontiert: Überfälle und Invasionen durch die Wikinger und eine neue politische Situation, die sich aus dem Wechsel der Dominanz von einem Königreich zum anderen zu Beginn seines Erzbischofsamtes ergab. Ceolnoth versuchte, beide Probleme zu lösen, indem er im Jahr 838 mit seinen neuen Oberherren ein Schutzabkommen schloss. Ceolnoths spätere Amtsjahre waren von weiteren Wikingerüberfällen und einem Rückgang des klösterlichen Lebens in seinem Erzbistum geprägt.
| Personendaten    | Personendaten                      |
| ---------------- | ---------------------------------- |
| NAME             | Ceolnoth                           |
| KURZBESCHREIBUNG | Erzbischof von Canterbury          |
| GEBURTSDATUM     | 8. Jahrhundert oder 9. Jahrhundert |
| STERBEDATUM      | 870                                |